# FC Domagnano
F.C. Domagnano este echipă de fotbal din Domagnano, San Marino.

## Titluri
- Campionato Sammarinese di Calcio: 4

1989, 2002, 2003, 2005
- Coppa Titano: 8

1972, 1988, 1990, 1992, 1996, 2001, 2002, 2003
- Cupa San Marino: 3

1990, 2001, 2004

## Lotul actual
| Nr. |            | Poziție | Jucător             |
| --- | ---------- | ------- | ------------------- |
|     | San Marino | P       | Carlo Casadei       |
|     | San Marino | P       | Nicola Montanari    |
|     | San Marino | P       | Nicolò Tamagnini    |
|     | San Marino | F       | Fabio Berardi       |
|     | San Marino | F       | Federico Brighi     |
|     | San Marino | F       | Alessandro Burgagni |
|     | San Marino | F       | Paolo Giacobbi      |
|     | San Marino | F       | Marco Manco         |
|     | San Marino | F       | Davide Ranocchini   |
|     | San Marino | F       | Nicola Ranocchini   |
|     | San Marino | F       | Massimo Rossi       |
|     | San Marino | F       | Massimo Vagnetti    |
|     | San Marino | F       | Giacomo Zanotti     |

| Nr. |            | Poziție | Jucător                |
| --- | ---------- | ------- | ---------------------- |
|     | San Marino | M       | Raffaele Barducci      |
|     | San Marino | M       | Matteo Cecchini        |
|     | San Marino | M       | Alberto Celli          |
|     | San Marino | M       | Adriano Francioni      |
|     | San Marino | M       | Gianluca Gerloni       |
|     | San Marino | M       | Daniele Palanghi       |
|     | San Marino | M       | Nicola Ripa            |
|     | San Marino | M       | Mirko Zanotti          |
|     | San Marino | A       | Samuele Bugli          |
|     | San Marino | A       | Fabio Felici           |
|     | San Marino | A       | Pier Giacomo Micheloni |
|     | San Marino | A       | Matteo Valli           |